# Ороно (Мэн)
Ороно (англ. Orono) — город в округе Пенобскот штата Мэн, США. Расположен на побережье рек Пенобскот и Стиллуотер. Основан европейцами в 1774 году и назван в честь сахема индейского племени, жившего в долине реки Пенобскот, Джозефа Ороно. Согласно переписи 2010 года население города составляет 10 362 человека.

## География
Общая площадь составляет 50,76 км², из которых 47,11 км² — земля и 3,65 км² — вода. Город занимает часть острова Марш, окруженного Пенобскотом и Стиллуотером, а также побережья этих рек. Реки разделяет Плотина Ороно, находящаяся недалеко от центра города.

### Климат
Данный климатический регион характеризуется большими сезонными изменениями температуры, теплым и жарким (часто влажным) летом и холодной зимой. Согласно классификации Кёппена, Ороно имеет влажный континентальный климат.

## Демография

### Перепись 2010 года
По данным переписи за 2010 год насчитывалось 10 362 человека, 2831 домохозяйство и 1 229 семей, проживающих в городе. Плотность населения составляла 569,7 жителей на квадратную милю (220,0 / км²). Было 3 099 единиц жилья при средней плотности 169,8 на квадратную милю (65,6 / км²). Расовый состав города включал 93,7 % белых, 1,2 % афроамериканцев, 1,1 % коренных американцев, 1,9 % азиатских, 0,4 % от других рас.
Средний возраст в городе составлял 21,8 года. 8,6 % жителей были моложе 18 лет; 55,9 % были в возрасте от 18 до 24 лет; 12,2 % — от 25 до 44; 13,1 % — от 45 до 64; и 10,4 % — 65 лет и старше. Гендерный состав включал 51,8 % мужчин и 48,2 % женщин.

### Перепись 2000 года
По данным переписи 2000 года в городе насчитывалось 9 112 человек, 2691 домашнее хозяйство и 1 291 семей, проживающих в городе. Плотность населения составляла 500,3 человека на квадратную милю (193,2 / км ²). Было 2899 единиц жилья при средней плотности 159,2 на квадратную милю (61,5 / км ²). Расовый состав города включал 93,54 % белых, 1,38 % афроамериканцев, 0,95 % коренных американцев, 2,39 % азиатских, 0,07 % жителей островов Тихого океана, 0,52 % других рас.
Средний возраст в городе составлял 22 года. 11,9 % в возрасте до 18 лет, 47,9 % с 18 до 24, 17,1 % с 25 до 44, 13,8 % с 45 до 64 и 9,3 % в возрасте 65 лет и старше. На каждые 100 женщин приходилось 102,5 мужчин.
Средний доход для домашнего хозяйства в городе составлял 30 619 долларов США, а средний доход для семьи — 52 714 долларов. Средний доход мужчин составил 35 923, женщин — 24 943. Доход на душу населения был 14 813 долларов. Около 10,3 % семей и 25,0 % населения находились ниже черты бедности, в том числе 21,8 % из них моложе 18 лет, а 6,2 % старше 65 лет жили ниже черты бедности.

## Известные люди
- Чарльз Дж. Данн — главный судья Высшего суда штата Мэн
- Уоллес Райдер Фаррингтон — территориальный губернатор Гавайских островов
- Мерритт Линдон Фернальд — ботаник
- Констанция Хант — поэт, издатель
- Фрэнсис Лоутон Мейс — поэт
- Джонатан Норкросс — изобретатель, 4-й мэр Атланты
- Элизабет Шнайдер — государственный сенатор
- Кэти Стернс — мисс штата Мэн США (2006)
- Джозеф Б. Трит — политик Висконсина
- Натаниэль Лед — политик штата Мэн
- Натаниэль Б. Трит — политик Висконсина
- Ева Валеш — журналист
- Израиль Уошберн-младший — американский конгрессмен, основатель Республиканской партии, 29-й губернатор штата Мэн
- Дороти Кларк Уилсон — романист, драматург

## Достопримечательности
- Университет штата Мэн
- Ботаническая плантация Fay Hyland
- Литлфилдский декоративный сад
- Старый пожарный дом (Old Fire Engine House)
- Дом Иеремии Колберн